# Sechiopsis distincta
Sechiopsis distincta là một loài thực vật có hoa trong họ Cucurbitaceae. Loài này được Kearns miêu tả khoa học đầu tiên năm 1992.